# Gouvernement Vanhanen I
République de Finlande
Jäätteenmäki Vanhanen II
Le gouvernement Vanhanen I (Vanhasen I hallitus, en finnois, Regeringen Vanhanen I, en suédois) est le gouvernement de la République de Finlande entre le 24 juin 2003 et le 19 avril 2007, durant la trente-quatrième législature de la Diète nationale.

## Coalition et historique
Il est dirigé par le nouveau Premier ministre libéral Matti Vanhanen, précédemment ministre de la Défense,.
Il est constitué d'une coalition entre le Parti du centre (Kesk), le Parti social-démocrate de Finlande (SDP) et le Parti populaire suédois (SFP), qui disposent ensemble de 117 députés sur 200 à la Diète nationale, soit 58,5 % des sièges.

### Formation
Il succède au gouvernement de la libérale Anneli Jäätteenmäki, formé le 17 avril précédent, le Premier ministre étant contraint à la démission après sa mise en cause dans un scandale politique survenu lors de la campagne des élections législatives de mars 2003.

### Succession
Après les élections législatives du 18 mars 2007, le recul du SDP amène le Kesk à s'associer au Parti de la Coalition nationale (Kok), tout en maintenant la participation du SFP à l'exécutif, ce qui permet à Matti Vanhanen de former son second gouvernement.

## Composition

### Initiale (24 juin 2003)
- Les nouveaux ministres sont indiqués en gras, ceux ayant changé d'attributions en italique.

| Portefeuille                                       | Titulaire | Titulaire                                            | Parti |
| -------------------------------------------------- | --------- | ---------------------------------------------------- | ----- |
| Premier ministre                                   |           | Matti Vanhanen                                       | Kesk  |
| Vice-Premier ministre Ministre des Finances        |           | Antti Kalliomäki                                     | SDP   |
| Ministre des Affaires étrangères                   |           | Erkki Tuomioja                                       | SDP   |
| Ministre du Commerce extérieur et du Développement |           | Paula Lehtomäki (jusqu'au 02/09/2005) Mari Kiviniemi | Kesk  |
| Ministre de la Justice                             |           | Johannes Koskinen                                    | SDP   |
| Ministre de l'Intérieur                            |           | Kari Rajamäki                                        | SDP   |
| Ministre des Affaires régionales et locales        |           | Hannes Manninen                                      | Kesk  |
| Ministre de la Défense                             |           | Seppo Kääriäinen                                     | Kesk  |
| Ministre de l'Éducation                            |           | Tuula Haatainen                                      | SDP   |
| Ministre de la Culture                             |           | Tanja Karpela                                        | Kesk  |
| Ministre de l'Agriculture et des Forêts            |           | Juha Korkeaoja                                       | Kesk  |
| Ministre des Transports et des Communications      |           | Leena Luhtanen                                       | SDP   |
| Ministre du Commerce et de l'Industrie             |           | Mauri Pekkarinen                                     | Kesk  |
| Ministre des Affaires sociales et de la Santé      |           | Sinikka Mönkäre                                      | SDP   |
| Ministre des Services sanitaires et sociaux        |           | Liisa Hyssälä                                        | Kesk  |
| Ministre du Travail                                |           | Tarja Filatov                                        | SDP   |
| Ministre de l'Environnement                        |           | Jan-Erik Enestam                                     | SFP   |
| Ministre délégué au ministère des Finances         |           | Ulla-Maj Wideroos                                    | SFP   |

### Remaniement du 23 septembre 2005
- Les nouveaux ministres sont indiqués en gras, ceux ayant changé d'attributions en italique.

| Portefeuille                                       | Titulaire | Titulaire                                            | Parti |
| -------------------------------------------------- | --------- | ---------------------------------------------------- | ----- |
| Premier ministre                                   |           | Matti Vanhanen                                       | Kesk  |
| Vice-Premier ministre Ministre des Finances        |           | Eero Heinäluoma                                      | SDP   |
| Ministre des Affaires étrangères                   |           | Erkki Tuomioja                                       | SDP   |
| Ministre du Commerce extérieur et du Développement |           | Mari Kiviniemi (jusqu'au 03/03/2006) Paula Lehtomäki | Kesk  |
| Ministre de la Justice                             |           | Leena Luhtanen                                       | SDP   |
| Ministre de l'Intérieur                            |           | Kari Rajamäki                                        | SDP   |
| Ministre des Affaires régionales et locales        |           | Hannes Manninen                                      | Kesk  |
| Ministre de la Défense                             |           | Seppo Kääriäinen                                     | Kesk  |
| Ministre de l'Éducation                            |           | Antti Kalliomäki                                     | SDP   |
| Ministre de la Culture                             |           | Tanja Karpela                                        | Kesk  |
| Ministre de l'Agriculture et des Forêts            |           | Juha Korkeaoja                                       | Kesk  |
| Ministre des Transports et des Communications      |           | Susanna Huovinen                                     | SDP   |
| Ministre du Commerce et de l'Industrie             |           | Mauri Pekkarinen                                     | Kesk  |
| Ministre des Affaires sociales et de la Santé      |           | Tuula Haatainen                                      | SDP   |
| Ministre des Services sanitaires et sociaux        |           | Liisa Hyssälä                                        | Kesk  |
| Ministre du Travail                                |           | Tarja Filatov                                        | SDP   |
| Ministre de l'Environnement                        |           | Jan-Erik Enestam (jusqu'au 31/12/2006) Stefan Wallin | SFP   |
| Ministre délégué au ministère des Finances         |           | Ulla-Maj Wideroos                                    | SFP   |